# Varry Brava
Varry Brava est un groupe espagnol d'indie pop, originaire de Orihuela, Alicante,. Il est formé par le chanteur d'Orihuela Óscar Ferrer (chant), Aarön Sáez (claviers) et Vicente Illescas (guitare).

## Histoire
Le nom du groupe provient du mélange du nom de Barry White avec celui de la chanson Brava, de la chanteuse italienne Mina Mazzini. En 2009, leur démo auto-produite Ídolo sort. Composée de dix chansons, elle montre une nette influence de la pop espagnole des années 1980, comme Nacha Pop et Radio Futura, épicée de disco et de réminiscences de Nouveaux Romantiques. Avec ce premier album, ils font une tournée en Espagne et ont participé à des festivals tels que Sonorama, Ebrovisión, Electromar, SOS 4.8, Arenal Sound, Con V de Valarés, Lemon Pop, Indielx, B-Side et Low Cost.
En 2014, ils sortent leur deuxième album studio, intitulé Arriva : 16 horas de juego y 4 litros de bebida energética, avec lequel ils entrent dans la liste des albums les plus vendus en Espagne. Avec cette nouvelle œuvre, Varry Brava opte pour la musique électronique et tourne dans les principales salles et festivals d'Espagne. Ils sont également les auteurs de la chanson officielle du journal sportif Marca pour soutenir l'équipe nationale espagnole de football lors de la Coupe du monde de football 2014
En avril 2016, ils signent avec l'agence de booking Hook Management et annoncent à leur tour la sortie de leur prochain album, Safari emocional, qui verra le jour le 18 novembre de la même année.
Le 27 septembre 2018, ils sortent un nouveau clip vidéo avec Alberto Jiménez (Miss Caffeina) dans une reprise spéciale de leur morceau Satánica.
En août 2020, ils sortent leur cinquième album, Hortera, qui comprend Luces de neón et PlisDonGou comme singles. Un an plus tard, ils sortent à nouveau la chanson qui donne son nom à l'album, mais cette fois en compagnie du duo argentin Miranda!
En janvier 2022, ils participent au Benidorm Fest, où ils concourent pour représenter l'Espagne au Concours Eurovision de la chanson 2022 à Turin, avec le morceau Rafaella, arrivant en sixième position.

## Discographie

### Albums studio
- 2012 : Demasié (Tiempo Real)
- 2013 : Bravissimo (EP, Tiempo Real)
- 2014 : Arriva: 16 horas de juego y 4 litros de bebida energética (Tiempo Real)
- 2016 : Safari emocional (Hook Ediciones Musicales)
- 2018 : Furor (Hook Ediciones Musicales)
- 2020 : Hortera (Hook Ediciones Musicales)
- 2024 : Sharirop (Hook Ediciones Musicales)

### Singles
- 2023 : Bambú (Hook Ediciones Musicales)[11]

### Démos
- 2009 : Ídolo